# スタンレー・マンデリシュターム
スタンレー・マンデリシュターム（Stanley Mandelstam, 1928年12月12日 - 2016年6月23日）は、南アフリカ出身の物理学者。

## 略歴
1929年12月12日、ヨハネスブルクに生れる。1952年、ウィットウォーターズランド大学を卒業し、1954年、ケンブリッジ大学で修士号、1956年にバーミンガム大学で博士号を取得。1960年にバーミンガム大学教授、1963年にカリフォルニア大学教授、1994年に同大名誉教授。2016年6月23日、カリフォルニア州バークレーで死去。87歳。マンデルスタム表示を考案したほか、弦理論の研究も行った。1991年ICTPよりディラック・メダル、1992年ハイネマン賞数理物理学部門を受賞。